# Beta Trianguli Australis
Beta Trianguli Australis (β Trianguli Australis / β TrA) (detta anche Betria), è una stella subgigante di classe spettrale F1 IV, distante circa 40 anni luce dal Sistema solare.

## Osservazione
La sua posizione è fortemente australe e ciò comporta che la stella sia osservabile prevalentemente dall'emisfero sud, dove si presenta circumpolare anche da gran parte delle regioni temperate; dall'emisfero nord la sua visibilità è invece limitata alle regioni temperate meridionali e alla fascia tropicale. La sua magnitudine pari a +2,83 le consente di essere scorta con facilità anche dalle aree urbane di moderate dimensioni.
Il periodo migliore per la sua osservazione nel cielo serale ricade nei mesi compresi fra fine marzo e agosto; nell'emisfero sud è visibile anche verso l'inizio della primavera, grazie alla declinazione australe della stella, mentre nell'emisfero nord può essere osservata in particolare durante i mesi tardo-primaverili boreali.

## Caratteristiche fisiche
La stella è classificata sia come stella bianco-gialla di sequenza principale sia come subgigante bianco-gialla di classe spettrale F1V-F1IV; possiede una temperatura superficiale pari a 7220 K, una luminosità 8,5 volte maggiore di quella solare e un raggio 90% superiore a quello del Sole. La massa è stimata essere 1,65 volte superiore a quella solare.
L'analisi elementare mostra delle piccole differenze rispetto alle quantità degli elementi nel Sole: l'ossigeno è in quantità comparabili ([O / H]=0,11), così come per il vanadio e per il cobalto ([Co / H] = 0,45); l'europio, al contrario è cinque volte più abbondante, ma in generale la maggior parte degli elementi (come sodio, calcio, nichel, cromo e manganese) hanno valori comparabili a quelli del Sole o leggermente inferiori: lo zinco è tre volte meno abbondante, mentre la metallicità misura [Fe / H]= -0,29.
Ha un compagno di 14ª magnitudine, la cui natura non è ancora stata stabilita: potrebbe essere anche una doppia ottica, cioè 
senza legami gravitazionali con β TrA.
Secondo alcune misurazioni farebbe parte dell'Associazione di β Pictoris, formata da altre 16 stelle nate dalla stessa nube molecolare: se ciò fosse confermato, la stella avrebbe 12 milioni di anni.
Al termine della sua esistenza diventerà una nana bianca al carbonio-ossigeno. Osservazioni con il Telescopio spaziale Spitzer rivelano un eccesso di radiazione infrarossa, che indicherebbe la presenza di un disco circumstellare attorno alla stella.